# Werner von Noorden
Werner von Noorden (* 20. Mai 1860 in Bonn; † 6. Mai 1945 auf der Insel Rügen) war ein deutscher Mediziner und zeitweise Badearzt in Bad Homburg vor der Höhe.

## Leben und Wirken

### Herkunft
Werner von Noorden entstammte einem friesischen Geschlecht, das seinen Ursprung aus der Stadt Norden herleitet. Die letzten Generationen der Familie hatten ihren Wohnsitz in Holland gehabt, wie sein Urgroßvater der Mediziner Johannes von Noorden, der in Rotterdam wirkte. Sein Großvater Johannes von Noorden hatte als Offizier im preußischen Heer gedient und sich später in Bonn niedergelassen. Die Familie hatte zahlreiche Gelehrte von Rang und Namen.
Werner von Noorden war der Sohn des Historikers Carl von Noorden und dessen in England geborener Ehefrau Elizabeth Fanny geb. Lavino. sein Urgroßvater Christian Friedrich Nasse war der Direktor der medizinischen Klinik an der neugegründeten Universität Bonn, dessen Söhne Karl Friedrich Werner Nasse und Otto Nasse ebenfalls Mediziner waren.
Werner von Noordens zwei Jahre älterer Bruder war Carl von Noorden, ein bekannter deutscher Internist und Diabetologe, Professor in Frankfurt am Main und Wien sowie Mitbegründer und zeitweise Leiter der Privatklinik für Diabetes-Kranke in Frankfurt-Sachsenhausen.

### Ausbildung
Werner von Noorden promovierte 1885 in Gießen über einen Fall von Uterus bicornis mit Ligamentum recto-vesicale. Dann arbeitete er als Assistenzarzt für Chirurgie in Tübingen und Berlin und lernte auch die damals besonders fortschrittliche Medizin Englands, dem Geburtsland seiner Mutter Lavino, kennen.

### Berufliche Tätigkeit
1903 eröffnete er in Homburg in der Parkstraße 4 (heute Wilhelm-Meister-Straße) eine Praxis. Als Badearzt war er einer der Ersten, der den in Homburg gewonnenen Tonschlamm für Packungen einsetzte. Er beschäftigte sich auch mit der „Homburger Diät“ und förderte ihre Umsetzung. Für seine Behandlung von König Chulalongkorn erhielt er 1907 ein Honorar von 30.000 Mark aus Bangkok und aus Berlin die Verleihung des Titels Sanitätsrat.

### Familie
Er heiratete Elly Ebers (1874–1920), Tochter des Berliner Großbürgers, Bankinhabers und Fabrikbesitzers Moritz Ebers, Enkelin von Georg Ebers (1837–1898), der Ägyptologe und Schriftsteller war. Von ihren drei Kindern Gerrit (* 1899), Udo (* 1900) und Ellen (* 1904) starb Udo als Soldat 1918 im Ersten Weltkrieg.
Zum engen Freundeskreis der Familie Werner von Noordens zählte der viktorianische Maler Sir Lawrence Alma-Tadema (1836–1912), der Historiker Hans Delbrück (1848–1929) und Baumeister Fritz Hitzig, Präsident der Akademie der Künste.
Werner von Noorden befasste sich mit der Geschichte seiner Wahlheimat Homburg und war von 1912 bis 1922 Vorsitzender des Vereins für Geschichte und Altertumskunde zu Homburg vor der Höhe. Nach dem Niedergang als Badestadt verließ er 1928 Bad Homburg und leitete verschiedene Sanatorien in Deutschland. Zwei Tage vor Ende des Zweiten Weltkrieges wurde er am 6. Mai 1945 auf der Insel Rügen, wo er zuletzt bei seiner Tochter in einen 1849 gebauten Gutshaus im Südwesten Rügens am Kubitzer Bodden in ländlicher Umgebung gelebt hatte, von einem Soldaten der Roten Armee erschlagen. Sein Schwiegersohn Böttger war der damalige Pächter einer Domäne des Klosters Sankt Jürgen.